# 当阿惹破礁
，位于南中国海南沙群岛北康暗沙东南端，为一座破浪礁。现为马来西亚实际控制，中华人民共和国和中华民国称对其拥有主权。

## 名稱
美国地名委员会使用的名称为“Seahorse Breakers”（海马破礁），马来西亚称为“Hempasan Dang Ajar”（当阿惹破礁），中国则称南安礁。
1935年中华民国水陆地图审查委员会审定公布《中国南海各岛屿华英地名对照一览表》，Seahorse Breakers被意译为“破海马滩”。1947年中华民国内政部公布《南海诸岛新旧名称对照表》，对南中国海诸岛地名进行了修订，使其听起来更有中国特色，破海马滩改称“南安礁”。1983年中华人民共和国中国地名委员会公布的《我国南海诸岛部分标准地名》也沿用“南安礁”的名称。
马来西亚使用的「当阿惹」（Dang Ajar）之名，来自19世纪的砂拉越马来族贵族女领袖。当依莎（Dang Isa）和当阿惹（Dang Ajar）两姐妹，是龙芽河（Lingga）的实际统治者，她们曾身着男装，手持矛剑，带领男人们反抗砂拉越英國白人拉惹政權布洛克王朝。

## 歷史
当阿惹破礁位于南中国海南沙群岛北康暗沙东南端，地处仁答暗沙以南约24海里，水深4～11米，最浅处水深2.7米，东侧急骤变深。
当阿惹破礁现由马来西亚政府实际控制，中華人民共和國政府和中華民國政府亦声称拥有其主权。

## 参阅
- 北康暗沙
- 鲁克尼亚暗沙群